# Eurileonide
Eurileonide (in greco antico: Εὐρυλεωνίς?, Euryleonìs; Sparta, ... – IV secolo a.C.) è stata una nobile spartana, nota per essere stata la seconda donna della storia a vincere una gara delle Olimpiadi.

## Biografia
Non si sa molto della famiglia e della vita di Eurileonide, se non che era una ricca spartana appassionata di cavalli e che vinse la corsa dei carri a due cavalli dei giochi olimpici del 368 a.C.. Alle donne greche, del resto, non era permesso partecipare, ed in genere nemmeno assistere, alle gare olimpiche, con l'eccezione delle gare ippiche perché, in quei casi, l'effettivo partecipante alla competizione non era l'auriga ma il finanziatore del carro e dei cavalli che poteva, appunto, essere di sesso femminile.  Eurileonide fu la seconda donna a vincere una gara alle Olimpiadi, dopo che la concittadina Cinisca aveva conquistato la corona olimpica nel 396 a.C. e nel 392 a.C. con la corsa dei carri con quattro cavalli.
Pausania testimonia, comunque, che a Sparta fu eretta una statua commemorativa della vittoria di Eurileonide, una delle poche statue di bronzo della Grecia classica che erano ancora intatte al tempo del periegeta, che visse circa cinque secoli dopo la vittoria della nobile spartana.